# 慎城镇
慎城镇是安徽省颍上县下辖的一个镇，成立于2005年11月8日。由颍河乡、城关镇以及夏桥镇的四个行政村（沙北、朱岗、杨台、江岗）组成。该镇位于颍上县委、县政府所在地，是全县政治、经济、文化、信息中心和交通枢纽。辖43个行政村，9个社区，15.2万多人口，6万多亩耕地，面积87.8平方公里。以汉族为主，少数民族有回族、维吾尔族、藏族，境内有沙颍河、宋沟湖、柳沟、五里湖、曹池沟五大水系及流域。土地高低悬殊，沙淤土、沙土和粘土相间。